# Empty (Nahaze e Lil Jolie)
Empty è un singolo delle cantanti italiane Nahaze e Lil Jolie, pubblicato il 26 febbraio 2021.

## Descrizione
Il brano, scritto da entrambe le artiste, è prodotto da Quais.

## Video musicale
Il video musicale, diretto da Michele Formica, è stato pubblicato in concomitanza all'uscita del brano attraverso il canale YouTube della Warner Music Italy.

## Tracce
Testi di Natalie Hazel Intelligente e Angela Ciancio, musiche di Lorenzo D'Ercole.
1. Empty – 2:39

## Formazione
- Nahaze – voce
- Lil Jolie – voce
- Marco Zangirolami – masterizzazione, missaggio
- Quais – produzione